# Glasögontjärnarna, Jämtland
Glasögontjärnarna är en sjö i Bergs kommun i Jämtland och ingår i Ljungans huvudavrinningsområde.